# Carcharhinus hemiodon
Carcharhinus hemiodon és una espècie de peix de la família dels carcarínids i de l'ordre dels carcariniformes.

## Morfologia
Els mascles poden assolir els 200 cm de longitud total.

## Distribució geogràfica
Es troba des del Golf d'Oman fins a l'Índia i Nova Guinea.